# ITV午餐時間新聞
ITV午餐時間新聞（英語：ITV Lunchtime News）是英國ITV在午後播出的新聞節目，由ITN製作。ITV午餐時間新聞在每週一至週五的下午一點半播出，在播出全國新聞之後，還會播出全國天氣預報和5分鐘的地方新聞。

## 歷史
本節目在1972年10月16日起啟播時名為《第一報導》（英語：First Report），播映時間為12:40-13:00。
1974年1月7日起，改為13:00播出。
1976年9月6日起，改名為《一點新聞報導》（英語：News at One）。
1987年7月20日起，改名為《十二點半新聞報導》（英語：News at 12:30），改為12:30播出。
1988年3月7日起，改名為《一點新聞報導》（英語：News at One），改為13:00播出。
1991年1月7日起，改為12:30播出。
1992年3月2日起，改名為《午餐時間新聞》。
1995年3月6日起，改名為《ITN午餐時間新聞》。
1999年3月8日，改名為《ITV午餐時間新聞》。
2001年1月22日起，改為一位主播。 
2006年9月4日起，改為13:30播出。
2009年11月2日起，改名為《ITV一點半新聞》。
2015年10月12日，改名為《ITV午餐時間新聞》。

## 外部連結
- itv.com上《ITV News 》的資料
- ITN.co.uk（页面存档备份，存于）